# W.A.S.P. (альбом)
W.A.S.P. — дебютный студийный альбом американской хеви-метал-группы W.A.S.P. Был выпущен на лейбле Capitol Records в 1984 году. Своё название альбом получил лишь со временем. На пластинке с первой записью альбома было написано Winged Assassins. Когда появились первые кассеты с альбомом, на них в качестве названия было указано I Wanna Be Somebody. Сегодня большинство изданий называют этот альбом W.A.S.P.

## Об альбоме
Первое издание альбома содержало популярную песню «Animal (Fuck Like a Beast)», но звукозаписывающая компания настояла на том, чтобы исключить его из официальной версии. Спустя некоторое время, песня вышла в виде сингла на независимом лейбле в Великобритании и лишь в 1997 году вошла в новую версию альбома.
Альбом попал на 74-е место в американском хит-параде Billboard 200, а в 1998 году W.A.S.P. получил статус золотого альбома в США, будучи проданным более 500 тысяч раз.
Музыкальный журнал Kerrang! положительно отозвался о дебютном альбоме группы W.A.S.P. В немецком журнале Metal Hammer мнения критиков разошлись, некоторым большинство песен показались весьма заурядными.

## Список композиций
Оригинальный альбом
| №   | Название                  | Автор(ы)                             | Длительность |
| --- | ------------------------- | ------------------------------------ | ------------ |
| 1.  | «I Wanna Be Somebody»     |                                      | 3:43         |
| 2.  | «L.O.V.E. Machine»        |                                      | 3:51         |
| 3.  | «The Flame»               | Блэки Лолесс, Крис Холмс, J. Marquez | 3:41         |
| 4.  | «B.A.D.»                  |                                      | 3:56         |
| 5.  | «School Daze»             |                                      | 3:35         |
| 6.  | «Hellion»                 |                                      | 3:39         |
| 7.  | «Sleeping (In the Fire)»  |                                      | 3:55         |
| 8.  | «On Your Knees»           |                                      | 3:48         |
| 9.  | «Tormentor»               | Lawless, Holmes                      | 4:10         |
| 10. | «The Torture Never Stops» |                                      | 3:56         |

Ремастированное переиздание 1997 года
| №   | Название                                    | Автор(ы)                    | Длительность |
| --- | ------------------------------------------- | --------------------------- | ------------ |
| 1.  | «Animal (Fuck Like a Beast)»                |                             | 3:07         |
| 2.  | «I Wanna Be Somebody»                       |                             | 3:43         |
| 3.  | «L.O.V.E. Machine»                          |                             | 3:51         |
| 4.  | «The Flame»                                 | Lawless, Holmes, Marquez    | 3:41         |
| 5.  | «B.A.D.»                                    |                             | 3:56         |
| 6.  | «School Daze»                               |                             | 3:35         |
| 7.  | «Hellion»                                   |                             | 3:39         |
| 8.  | «Sleeping (In the Fire)»                    |                             | 3:55         |
| 9.  | «On Your Knees»                             |                             | 3:48         |
| 10. | «Tormentor»                                 | Lawless, Holmes             | 4:10         |
| 11. | «The Torture Never Stops»                   |                             | 3:56         |
| 12. | «Show No Mercy»                             |                             | 3:48         |
| 13. | «Paint It Black» (The Rolling Stones Cover) | Mick Jagger, Keith Richards | 3:27         |

## Участники записи
- Блэки Лолесс — вокал, бас-гитара;
- Крис Холмс — гитара, ритм-гитара;
- Рэнди Пайпер — гитара, ритм-гитара;
- Тони Ричардс — ударные.